# Dichlorkarben
Dichlorkarben (též chlorid uhelnatý, dichlor-λ2-methan nebo dichlormethylen) je organická sloučenina se vzorcem CCl2.
Je vysoce reaktivní.

## Příprava
CCl2 je lehce dostupný reakcí chloroformu a zásady, jako například t–butoxidu draselného nebo hydroxidu sodného ,rozpuštěné ve vodě. Jako katalyzátor přenosu hydroxylové skupiny se používá benzyltriethylamoniumbromid.
Ostatními prekurzory dichlorkarbenu jsou ethyltrichloracetát reagující se sodíkem v methanolu a fenyltrichlormethylrtuť při tepelném rozkladu
Experimentálním prekurzorem dichlorkarbenu je dichlordiazirin. Ve tmě je za pokojové teploty stabilní a světlem se rozkládá na karben a dusík.